# World Series of Poker 2016
De World Series of Poker (WSOP) 2016 vormden de 47e jaarlijkse World Series of Poker (WSOP). In het kader hiervan werd er van 31 mei tot en met 18 juli 2016 in 69 toernooien gespeeld om de titels. Deze vonden allemaal plaats in het Rio All-Suite Hotel & Casino in Las Vegas. Het hoofdtoernooi was het $10.000 No Limit Hold'em Main Event, waarvan de winnaar zich een jaar lang de officieuze wereldkampioen poker mag noemen. De negen spelers die zich kwalificeerden voor de finale van dit toernooi, keerden hiervoor op 30 oktober terug.

## Toernooien
| #  | Event                                                        | Deelnemers | Winnaar               | Prijs        | Tweede                                        |
| -- | ------------------------------------------------------------ | ---------- | --------------------- | ------------ | --------------------------------------------- |
| 1  | $565 Casino Employees No Limit Hold'em                       | 731        | Christopher Sand      | $75.157,-    | Kerryjane Craigie                             |
| 2  | $565 Colossus II No Limit Hold'em                            | 21.613     | Ben Keeline           | $1.000.000,- | Jiri Horak                                    |
| 3  | $10.000 Seven Card Stud Championship                         | 87         | Robert Mizrachi       | $242.662,-   | Matt Grapenthien                              |
| 4  | $1.000 Top Up Turbo No Limit Hold'em                         | 667        | Kyle Julius           | $142.972,-   | Bart Lybaert                                  |
| 5  | $1.500 Dealers Choice Six-Handed                             | 389        | Lawrence Berg         | $125.466,-   | Yueqi Zhu                                     |
| 6  | $1.500 No Limit Hold'em                                      | 2.016      | Peter Eichhardt       | $438.417,-   | Davis Aalvik                                  |
| 7  | $1.500 2-7 No Limit Draw Lowball                             | 279        | Ryan D'Angelo         | $92.338,-    | John Monnette                                 |
| 8  | $1.500 H.O.R.S.E.                                            | 778        | Ian Johns             | $212.604,-   | Justin Bonomo                                 |
| 9  | $10.000 Heads Up No Limit Hold'em Championship               | 153        | Alan Percal           | $320.574,-   | John Smith                                    |
| 10 | $1.500 Six-Handed No Limit Hold'em                           | 1.477      | Mike Cordell          | $346.088,-   | Pierre Neuville                               |
| 11 | $10.000 Dealers Choice Six-Handed Championship               | 118        | Jean Gaspard          | $306.621,-   | William O'Neil                                |
| 12 | $565 Pot Limit Omaha                                         | 2.483      | Ryan LaPlante         | $.190.328,-  | Sean Shah                                     |
| 13 | $1.500 Seven Card Razz                                       | 461        | Rep Porter            | $142.624,-   | Michael Gathy                                 |
| 14 | $1.500 Millionaire Maker No Limit Hold'em                    | 7.190      | Jason DeWitt          | $1.065.403,- | Garrett Greer                                 |
| 15 | $1.500 Eight Game Mix                                        | 491        | Paul Volpe            | $149.943,-   | Ron Ware                                      |
| 16 | $10.000 No Limit 2-7 Draw Lowball Championship               | 100        | Jason Mercier         | $273.335,-   | Mike Watson                                   |
| 17 | $1.000 No Limit Hold'em                                      | 2.242      | Chase Bianchi         | $316.920,-   | Erik Silberman                                |
| 18 | $3.000 H.O.R.S.E.                                            | 400        | Marco Johnson         | $259.730,-   | Jared Talarico                                |
| 19 | $1.000 Pot Limit Omaha                                       | 1.106      | Sam Soverel           | $185.317,-   | Kirby Lowery                                  |
| 20 | $10.000 Seven Card Razz Championship                         | 100        | Ray Dehkharghani      | $273.338,-   | Jason Mercier                                 |
| 21 | $3.000 Six-Handed No Limit Hold'em                           | 1.029      | Calvin Lee            | $531.577,-   | Steven Thompson                               |
| 22 | $1.500 Limit Hold'em                                         | 665        | Danny Le              | $188.815,-   | Scott Farnsworth                              |
| 23 | $2.000 No Limit Hold'em                                      | 1.419      | Cesar Garcia          | $447.739,-.  | Viliyan Petleshkov                            |
| 24 | $10.000 H.O.R.S.E. Championship                              | 171        | Jason Mercier         | $422.874,-   | James Obst                                    |
| 25 | $2.500 No Limit Hold'em                                      | 1.045      | Michael Gagliano      | $448.463,-   | Daniel Cooke                                  |
| 26 | $1.500 Omaha Hi-Low Split-8 or Better                        | 934        | Benny Glaser          | $244.103,-   | Benjamin Gold                                 |
| 27 | $1.000 Seniors No Limit Hold'em Championship                 | 4.499      | Johnnie Craig         | $538.204,-   | Jamshid Lotfi                                 |
| 28 | $10.000 Limit Hold'em Championship                           | 110        | Ian Johns             | $290.635,-   | Sean Berrios                                  |
| 29 | $1.500 No Limit Hold'em                                      | 1.796      | Alexander Ziskin      | $401.287,-   | Jens Grieme                                   |
| 30 | $3.000 Six-Handed Pot Limit Omaha                            | 580        | Viatcheslav Ortynskiy | $344.327,-   | Rafael Lebron                                 |
| 31 | $1.000 Super Seniors No Limit Hold'em                        | 1.476      | James Moore           | $230.626,-   | Charles Barker                                |
| 32 | $10.000 Omaha Hi-Low Split-8 or Better Championship          | 163        | Benny Glaser          | $407.194,-   | Doug Lorgeree                                 |
| 33 | $1.500 Summer Solstice No Limit Hold'em                      | 1.840      | Adrián Mateos         | $409.171,-   | Koray Aldemir                                 |
| 34 | $1.500 2-7 Limit Triple Draw Lowball                         | 358        | Andrey Zaichenko      | $117.947,-   | Jameson Painter                               |
| 35 | $5.000 Six-Handed No Limit Hold'em                           | 541        | Michael Gathy         | $560.843,-   | Adrien Allain                                 |
| 36 | $2.500 Mixed Omaha/Seven Card Stud Hi-Lo 8 or Better         | 384        | Hani Awad             | $213.186,-   | Fabrice Soulier                               |
| 37 | $1.500 Pot Limit Omaha                                       | 776        | Jiaqi Xu              | $212.128,-   | Jeffrey Duvall                                |
| 38 | $3.000 Six-Handed Limit Hold'em                              | 245        | Rafael Lebron         | $169.337,-   | Georgios Zisimopoulos                         |
| 39 | $10.000 Six-Handed No Limit Hold'em Championship             | 294        | Martin Kozlov         | $665.709,-   | Davidi Kitai                                  |
| 40 | $2.500 Mixed Limit Triple Draw Lowball                       | 236        | Christopher Vitch     | $136.854,-   | Siegfried Stockinger                          |
| 41 | $1.500 Monster Stack No Limit Hold'em                        | 6.927      | Mitchell Towner       | $1.120.196,- | Dorian Rios                                   |
| 42 | $3.000 Shootout No Limit Hold'em                             | 400        | Phillip McAllister    | $267.720,-   | Kyle Montgomery                               |
| 43 | $10.000 Seven Card Stud Hi-Lo Split-8 or Better Championship | 136        | George Danzer         | $338.646,-   | Randy Ohel                                    |
| 44 | $1.000 No Limit Hold'em                                      | 2.076      | Steven Wolansky       | $298.849,-   | Wenlong Jin                                   |
| 45 | $1.500 Mixed No Limit Hold'em/Pot Limit Omaha                | 919        | Loren Klein           | $241.427,-   | Dmitry Savelyev                               |
| 46 | $1.500 Bounty No Limit Hold'em                               | 2.158      | Kristen Bicknell      | $290.768,-   | Norbert Szecsi                                |
| 47 | $10.000 2-7 Limit Triple Draw Lowball Championship           | 125        | John Hennigan         | $320.103,-   | Michael Gathy                                 |
| 48 | $5.000 No Limit Hold'em                                      | 524        | Ankush Mandavia       | $548.139,-   | Daniel Strelitz                               |
| 49 | $1.500 Seven Card Stud                                       | 331        | Shaun Deeb            | $111.101,-   | Adam Friedman                                 |
| 50 | $1.500 Shootout No Limit Hold'em                             | 1.050      | Safiya Umerova        | $264.046,-   | Niall Farrell                                 |
| 51 | $10.000 Eight-Handed Pot Limit Omaha Championship            | 400        | Brandon Shack-Harris  | $894.300,-   | Loren Klein                                   |
| 52 | $3.000 No Limit Hold'em                                      | 1.125      | Andrew Lichtenberger  | $569.158,-   | Craig Blight                                  |
| 53 | $1.500 Mixed Pot Limit Omaha 8 or Better & Big O             | 668        | Allan Le              | $189.223,-   | Philipp Eirisch                               |
| 54 | $888 Crazy Eights Eight-Handed No Limit Hold'em              | 6.761      | Hung Le               | $888.888,-   | Michael Lech                                  |
| 55 | $50.000 Poker Players Championship                           | 91         | Brian Rast            | $1.296.097,- | Justin Bonomo                                 |
| 56 | $1.500 No Limit Hold'em                                      | 1.860      | David Peters          | $412.557,-   | Cathal Shine                                  |
| 57 | $1.500 Pot Limit Omaha Hi-Lo Split-8 or Better               | 732        | David Nowakowski      | $203.113,-   | Timothy Vukson                                |
| 58 | $1.000 No Limit Hold'em                                      | 1.397      | Corey Thompson        | $221.163,-   | Enrico Rudelitz                               |
| 59 | $5.000 No Limit Hold'em                                      | 863        | Yue Du                | $800.586,-   | Michael Gentili                               |
| 60 | $1.500 Seven Card Stud Hi-Lo 8 or Better                     | 521        | David Prociak         | $156.546,-   | Brandon Shack-Harris                          |
| 61 | $1.000 Tag Team No Limit Hold'em *                           | 836        | Ryan Fee & Doug Polk  | $153.358,-   | Niel Mittelman, Adam Greenberg & Gabriel Paul |
| 62 | $25.000 High Roller Pot Limit Omaha                          | 184        | Jens Kyllonen         | $1.127.035,- | Tommy Le                                      |
| 63 | $1.000 No Limit Hold'em                                      | 2.452      | Tony Dunst            | $339.254,-   | Jason Rivkin                                  |
| 64 | $3.000 Pot Limit Omaha Hi-Lo Split 8 or Better               | 473        | Kyle Bowker           | $294.960,-   | Kate Hoang                                    |
| 65 | $10.000 Ladies No Limit Hold'em Championship                 | 819        | Courtney Kennedy      | $149.108,-   | Amanda Baker                                  |
| 66 | $1.000 WSOP.com Online No Limit Hold'em                      | 1.247      | Clayton Maguire       | $210.279,-   | Simeon Naydenov                               |
| 67 | $111.111 High Roller for One Drop No Limit Hold'em           | 183        | Fedor Holz            | $4.981.775,- | Dan Smith                                     |
| 68 | $10.000 Main Event No Limit Hold'em Championship             | 6.737      | Qui Nguyen            | $8.005.301,- | Gordon Vayo                                   |
| 69 | $1.000 + 111 Little One for One Drop No Limit Hold'em        | 4.360      | Michael Tureniec      | $525.520,-   | Calvin Anderson                               |

* $1.000 Tag Team No Limit Hold'em (toernooi #61) was het eerste teamevenement op de World Series of Poker sinds WSOP 1982. Spelers mochten teams vormen van maximaal vier personen en elkaar vrijelijk afwisselen, zolang elk teamlid minimaal één ronde speelde op dag 1.

## Main Event

### Finaletafel
| Naam            | Aantal chips (percentage van het aantal chips*) | Bracelets | Uitbetalingen** | Verdiensten** |
| --------------- | ----------------------------------------------- | --------- | --------------- | ------------- |
| Cliff Josephy   | 74.600.000 (22%)                                | 2         | 17              | $810.358,-    |
| Qui Nguyen      | 67.925.000 (20%)                                | 0         | 1               | $9.029,-      |
| Gordon Vayo     | 49.375.000 (14,5%)                              | 0         | 26              | $608.136,-    |
| Kenny Hallaert  | 43.325.000 (13%)                                | 0         | 2               | $367.855,-    |
| Michael Ruane   | 31.600.000 (9,5%)                               | 0         | 3               | $24.438,-     |
| Vojtech Ruzicka | 27.300.000 (8%)                                 | 0         | 17              | $138.585,-    |
| Griffin Benger  | 26.175.000 (8%)                                 | 0         | 13              | $231.201,-    |
| Jerry Wong      | 10.175.000 (3%)                                 | 0         | 19              | $127.343,-    |
| Fernando Pons   | 6.150.000 (2%)                                  | 0         | 0               | $0,-          |

*Percentages afgerond tot het dichtstbijzijnde hele of halve getal

**Verdiensten tijdens alle World Series of Poker-evenementen tot aan de start van het Main Event 2016.

### Uitslag finaletafel Main Event 2016
| Plaats | Naam            | Prijs        |
| ------ | --------------- | ------------ |
| 1ste   | Qui Nguyen      | $8.005.301,- |
| 2de    | Gordon Vayo     | $4.661.228,- |
| 3de    | Cliff Josephy   | $3.453.035,- |
| 4de    | Michael Ruane   | $2.576.003,- |
| 5de    | Vojtech Ruzicka | $1.935.288,- |
| 6de    | Kenny Hallaert  | $1.464.258,- |
| 7de    | Griffin Benger  | $1.250.190,- |
| 8ste   | Jerry Wong      | $1.100.076,- |
| 9de    | Fernando Pons   | $1.000.000,- |

## Bracelet nummer twee of meer
Voor een aantal spelers die tijdens de WSOP 2016 een toernooi en een daarbij behorende gouden 'bracelet' (armband) wonnen, was dit niet hun eerste. Voor de volgende spelers was dit bracelet twee of meer:
| - Jason Mercier (4 én 5) - George Danzer (4) - John Hennigan (4) - Robert Mizrachi (4) - Michael Gathy (3) - Rep Porter (3) - Brian Rast (3) - Benny Glaser (2 én 3) - Ian Johns (2 én 3) | - Kristen Bicknell (2) - Shaun Deeb (2) - Jason DeWitt (2) - Marco Johnson (2) - Brandon Shack-Harris (2) - Doug Polk (2) - Paul Volpe (2) - Steven Wolansky (2) |

## WSOP Player of the Year
De WSOP reikt sinds 2004 een WSOP Player of the Year-award uit aan de speler die tijdens de betreffende jaargang de meeste punten scoort. Hiervoor tellen alleen toernooien mee waaraan iedereen mee kan doen, de spelen die alleen toegankelijk zijn voor vrouwen, senioren en casino-medewerkers niet. In 2006 en 2007 werd de uitkomst van het Main Event en het $50.000 H.O.R.S.E.-toernooi ook niet meegeteld. In 2008 telde het laatstgenoemde toernooi wel mee, het Main Event niet. Sinds 2009 tellen alle vrij toegankelijke toernooien mee, inclusief het Main Event.
Van 2004 tot en met 2010 telden alleen toernooien van de originele World Series of Poker in de Verenigde Staten mee voor het Player of the Year-klassement. Vanaf 2011 worden ook de resultaten van de World Series of Poker Europe en vanaf 2013 ook die van de World Series of Poker Asia Pacific meegerekend. Organisator Bluff Magazine paste in 2011 het scoresysteem aan en sindsdien beïnvloeden ook de inschrijfgelden en grootte van de deelnemersvelden het aantal punten dat spelers per evenement kunnen halen.
WSOP Player of the Year 2016 werd Jason Mercier, die zich dat jaar elf keer naar een geldprijs speelde, waarbij hij twee keer een toernooi won en hij in twee andere ook de finaletafel bereikte.